# Бор'є (Албанія)
Бор'є (алб. Borje; серб. Борје / Borje) — село на північному сході Албанії.

## Географія
Входить до складу громади Шіштавец округу Кукес. Розташоване в албанській частині історичної області Гора. Основним населенням якої є етнічна група горанці. Крім села Шіштевац, горанці в Албанії живуть також в селах Запод, Кошаріште, Оргоста, Орешек, Очікле, Пакіша, Шіштевац та Цернолево.
Село знаходиться менш ніж за 2 км на захід від кордону Албанії з Косово.

## Історія
Після Другої Балканської війни 1913 року частина території Гори, на якій розташоване село Шіштевац, була передана Албанії. У 1916 році під час експедиції в Македонію і Поморав'є село відвідав болгарський мовознавець Стефан Младенов, за його підрахунками в селі в той час було близько 150 будинків.
Згідно з рапортом головного інспектора-організатора болгарських церковних шкіл в Албанії Сребрена Поппетрова, складеним в 1930 році, у селі Бор'є налічувалося близько 130 будинків.

## Економіка
Основу економіки складає сільське господарство. Основною культурою є картопля.

## Особистості
- Зехрудін Докле (р.н. 1952), албанський актор, режисер і перекладач болгарського походження.
- Незіф Докле (1945—2014), албанський лінгвіст та фольклорист.
- Намік Докле (р. 1946), албанський політик, родом із Бор'є.